# Небесные рыбы
«Небесные рыбы» — дуэт российских художников стрит-арта, работающих в жанре зеркальной мозаики. Существует с 4 марта 2012 года. На данный момент работы «Небесных рыб» есть в России (Москва, Санкт-Петербург, Карелия, Красная поляна, Абрау-Дюрсо, Пермь) и за рубежом (Черногория и Гоа).

## История
«Небесные рыбы» — это творческий дуэт супругов Ивана и Дарьи Никитиных, художников-монументалистов, специалистов по витражам. Они работают в технике зеркального граффити, которую разработали сами. Дарья — профессиональный художник, она закончила Московский государственный университет печати, Иван — по образованию журналист и актер. Их работы сравнивают с техникой граффитиста Space Invader, однако он работает в технике римской мозаики, а «Небесные рыбы» — флорентийской.
Иван и Дарья учились и работали в мастерской при Симоновом монастыре, где производили витражи для частных и общественных интерьеров. В 2012 году они решили создать собственный арт-проект в городской среде. Сейчас создано уже более 50 композиций, включая «Пермское выживание» площадью 200 кв. метров. Часть из них уничтожены.
Причины:
- Ранние работы художников пострадали из-за незаконного размещения, например, в подземных переходах[2]
- Вандализм: работы разбивают камнями или отдирают от стен[11]

Сейчас художники размещают некоторые свои самые крупные панно, получив согласие муниципалитетов или ТСЖ, а также участвуют в городских конкурсах и делают тематические работы. Например, к 200-летию войны 1812 года создали богиню победы Нику на ул. Часовая, д. 7.

## Философия
«Небесные рыбы» делают монументальный стрит-арт в витражной технике. Уличная мозаика — способ самореализации для художников, возможность продемонстрировать свое искусство всем. Концепцию «Небесных рыб» придумал Иван, когда дуэт подбирал тему для стрит-арт проекта на улицах Москвы в 2012 году. Причину выбора материала художники объясняют так: зеркало взаимодействует с окружающей средой: изображение меняется при перемене погоды, отражает людей и машины. Это делает работы динамичными и живыми. Иван считает, что «Каждое изображение создает портал в другой мир. Наши работы будут менять свой окрас и отражение в течение дня и всего года».
Еще одно предназначение работ дуэта «Небесные рыбы» — городская навигация. Художники создают визуальные ориентиры, которые помогают различать здания в типовой городской застройке.

## Технологии и материалы
Процесс работы над мозаиками проходит в несколько этапов.
1. Дарья создает эскиз панно и рисунок в натуральную величину.
2. Иван наносит эскиз на стекло, вырезает детали, матирует. Дарья гравирует детали.
3. Готовые элементы мозаики привозят на место и постепенно монтируют на стене с помощью жидких гвоздей.
4. Швы заполняются затиркой для создания монолитной поверхности[15].

Технологию перенесения рисунка на стекло Иван изобрел сам. Он наносит линии маркером на стекло, заклеивает скотчем, отрезает скотч по линиям и замазывает матирующей пастой. Через несколько минут смывает, и стекло после пасты становится матовым.
Большие панно могут весить около 500 килограмм. Работы по размещению зеркальных граффити ведутся исключительно в теплое время года, так как клей плохо схватывается в холоде. Кроме того, монтаж занимает несколько месяцев и ведется, в основном, на строительных лесах. В холоде производить его физически сложно. В зависимости от сложности и размеров, на одну композицию у художников уходит от 3 дней до 3 месяцев.

## Известные работы
- «Дракон Хаку»[16]: Ходынский бульвар, д. 4, ТЦ «Авиапарк», желтый корпус, сторона на закат. Создан по мотивам мультфильма «Унесенные призраками» Хаяо Миядзаки в 2017 году.
- «Микки и Мини Маусы»[17]: Ходынский бульвар, д. 4, ТЦ «Авиапарк». Созданы совместно с программой «Правила стиля» телеканала «Дисней» в 2018 году.
- «Бык»[11]: ул. Самора Машелы, д. 6/4
- «Глубина 1000 метров»[11]: Образовательный центр № 1409, Ходынский бульвар, 3. Созданы по специальному заказу в 2013 году и размещены в главном холле гимназии. В панно более 300 тунцов.
- «Каракатица»[18]: Петровско-Разумовская аллея, д. 8.
- «Луна»: Петровско-Разумовская аллея, д. 2
- «Пингвины»[19]: ул. Верхняя Масловка, д. 8, со стороны Мишиной ул.
- «Ника»[7]: ул. Часовая, д. 7. Создана в 2013 году в рамках проекта «Лучший город Земли». Посвящена Войне 1812 года
- «Глубоководный мир»[20]: ул. Анохина, д. 38. Создана в июне 2014 года
- «Глубоководный удильщик»: ул. Верхняя Масловка, д. 7, стр. 3
- «Рогатая рыба»: ул. Мартеновская, д. 15, к. 2
- «Рыба с прозрачным мозгом»: ул. Мартеновская, д. 14, стр. 1
- «Мурены»: ул. Братская, д. 26, торец дома
- «Удильщик»: напротив причала «Воробьевы горы».
- «Косяк тунцов»[21]: Большой Сергеевский переулок, между Трубной и Сретенкой
- «Алконост»[22]: ул. Дмитрия Ульянова, напротив дома 28. Создана в июле 2019 года.